# Barbus nigrifilis
Barbus nigrifilis är en fiskart som beskrevs av Nichols 1928. Barbus nigrifilis ingår i släktet Barbus och familjen karpfiskar. IUCN kategoriserar arten globalt som otillräckligt studerad. Inga underarter finns listade.